# Hautza
L'Hautza (prononciation /hauts̪a/), ou Autza (1 304 m), est un sommet du Pays basque espagnol dans la province de Navarre surplombant par l'ouest Saint-Étienne-de-Baïgorry.

## Toponymie
Hautz est un vieil oronyme de cette région. On le retrouve dans les noms Ixtauz (Aitz-hautz) et Hauzkoa, son diminutif.

## Géographie

### Topographie
L'Hautza est le point culminant de la ligne de crête frontalière séparant les vallées du Baztan et de Baïgorry. Le sommet de ce mont "shunté" par le tracé de la frontière, se situe en Espagne.

## Voies d'accès
On y accède depuis Saint-Étienne-de-Baïgorry.